# Gotthold Stettner
Gotthold Stettner (* 17. Dezember 1871 in Vaihingen an der Enz; † 21. Januar 1946 in Klingenberg) war ein deutscher Oberlehrer und Geologe.

## Leben
Gotthold Stettner war der Sohn des Diakons und Hausvaters am Vaihinger Krankenhaus. Er besuchte drei Jahre lang die Volksschule in seiner Geburtsstadt und wechselte dann an die Vaihinger Lateinschule. Nach zweieinhalb Jahren an dieser Schule wechselte er an die Lateinschule in Kirchheim unter Teck, wohl nach dem Verlust seines Vaters, der 1883 starb. Hatte dieser den Plan gehegt, seinen Sohn studieren zu lassen, so schickte Gotthold Stettners Vormund den jungen Mann nur in die private evangelische Lehrerbildungsanstalt Tempelhof bei Crailsheim. Nach einigen Stationen in anderen Ortschaften, unter anderem in Neuenbürg, wo er seine spätere Frau Martha Bühner kennenlernte, mit der er zwei Töchter bekam, wurde Gotthold Stettner im Jahr 1902 in Heilbronn fest angestellt. Ab 1904 lehrte er an der dortigen Knabenmittelschule. 1925 wurde er Oberlehrer.
Gotthold Stettner war, was die Naturwissenschaften angeht, weitgehend Autodidakt. In Crailsheim hatte er Kontakt mit dem Oberamtsarzt Mühlberger, der zoologisch interessiert war und dessen Bibliothek Stettner nutzen konnte. Während seiner Zeit am Seminar legte er auch ein etwa 2000 Pflanzen umfassendes Herbarium an; die von ihm neu im Oberamtsbezirk Crailsheim entdeckten Pflanzenarten listete Hofrat Blezinger in einem Artikel in der Süddeutschen Apothekerzeitung auf.
Stettner wurde 1891 Mitglied des Vereins für vaterländische Naturkunde in Württemberg und veröffentlichte bis 1930 in dessen Jahresheften mindestens 25 Abhandlungen. Gefördert wurde er insbesondere durch den Konservator Oskar Fraas und dessen Sohn Eberhard. Er arbeitete an mehreren geognostischen Spezialkarten für Württemberg mit und war auch an Ausgrabungen beteiligt, kam jedoch auch zu eigenen Forschungsergebnissen. 1896 und 1897 konnte er an der Technischen Hochschule in Stuttgart Lehrveranstaltungen über die Biologie der Süßwassertiere und über Entwicklungsgeschichte sowie einen Mikroskopierkurs besuchen.
Er beriet städtische und staatliche Ämter in geologischen Belangen, etwa als es um den Bau des Wasserhochbehälters auf dem Wartberg, den Bau der Karl-Wüst-Brücke oder die Anlage des Pfühlsees in Heilbronn ging. Insbesondere mit den Möglichkeiten der Wasserversorgung beschäftigte er sich. Emil Beutinger bezeichnete Stettner als einen „der wissenschaftlich bedeutendsten Geologen überhaupt.“ Ein Aufsatz mit dem Titel Mineralquellen in Heilbronn, in dem er die Möglichkeit solcher Vorkommen in das Gebiet der Wunschträume verwies, erregte einiges Aufsehen.
Stettner war allerdings nicht nur naturwissenschaftlich interessiert, sondern trat auch mit Veröffentlichungen zur Pädagogik und Schulpolitik hervor. Er war aktives Mitglied im Württembergischen Volksschullehrerverein, in dessen Verbandszeitschrift 1903 sein Aufsatz Zur Lehrplanfrage. Grundlinien einer Theorie und praktischen Gestaltung des Lehrplans erschien. In diesem Aufsatz kritisierte er die rückständigen Lehrpläne in Württemberg, die den pädagogischen Fortschritt ein ganzes Menschenalter lang aufgehalten und den Lehrkräften „lästige, um nicht zu sagen unwürdige Fesseln angelegt“ hätten. Stettner vertrat, beeinflusst von der Reformpädagogik, insbesondere wohl auch von Johann Heinrich Pestalozzi und Georg Kerschensteiner, die Ansicht, dass ein moderner Unterricht vor allem die Selbsttätigkeit und Selbstständigkeit der Schüler anregen sollte, und erklärte, dass der Heimatkunde als Beobachtungsquelle für Naturleben, Menschen- und Kulturleben hier ein besonderer Stellenwert zukomme. 1918 folgte eine weitere Schrift, Unser Schulwesen und der Aufstieg der Begabten. Stettner zeigte sich darin als ein Verfechter der gemeinsamen Grundschule, die 1919 eingeführt wurde, und des dreigliedrigen Schulsystems. 1925 hielt er einen Vortrag, der in der Beilage zur Württembergischen Lehrerzeitung veröffentlicht wurde. Er trägt den Titel Die Geologie des Heilbronner Beckens in der Heimatschule und enthält, vielleicht von Eduard Sprangers Schrift Der Bildungswert der Heimatkunde beeinflusst, ein Plädoyer dafür, die Kinder ihre Heimat regelrecht „erwandern“ zu lassen. In der Zeit der Weimarer Republik kämpfte er gegen den Stellenabbau und für die Einstellung von Junglehrern, ferner war er an der Diskussion um das nie verabschiedete Reichsschulgesetz beteiligt. Wie Theodor Heuss, mit dem er seit 1903 befreundet war, sprach er sich gegen die Konfessionsschulen aus und veröffentlichte zu diesem Thema mehrere Artikel.
Stettner war auch jenseits schulischer Belange politisch tätig. Von 1897 bis 1933 war er ein Mitglied der Deutschen Demokratischen Partei. Er engagierte sich 1914 für diese Partei als Wahlkämpfer und -redner und sollte nach der Abdankung des württembergischen Königs sogar Landtagskandidat werden. Er war ein Anhänger und Unterstützer Friedrich Naumanns, der 1907 in der Stichwahl das Reichstagsmandat des Wahlkreises Heilbronn gewann. Nach dem Ende des Ersten Weltkriegs engagierte er sich im Rat geistiger Arbeiter in Heilbronn und arbeitete für diesen ein Arbeitsprogramm aus. Er bekannte sich zu demokratischen Grundsätzen und blieb seinen Überzeugungen auch 1933 treu.
Nach Auseinandersetzungen mit Angehörigen der NSDAP war er gezwungen, für die Zeit seines Ruhestandes den Wohnsitz zu wechseln, und zog nach Klingenberg, das damals zum Kreis Brackenheim gehörte.
1951 wurde der Gotthold-Stettner-Weg in Heilbronn nach Gotthold Stettner benannt. Er befindet sich in der Nähe des ehemaligen Lehrerseminars am Wartberg.

## Naturkundemuseum in Heilbronn
1913 wurde der Unterländer Zweigverein für vaterländische Naturkunde gegründet. Das wichtigste Ziel dieses Vereins, dessen Schriftführer Stettner von 1913 bis 1935 oder 1936 war, war die Gründung eines Naturkundemuseums. Dieses wurde 1916 als Robert-Mayer-Museum ins Leben gerufen und in der ehemaligen Leichenhalle des Alten Friedhofs untergebracht. Die Sammlung, vor allem aus Stiftungen aus der Bürgerschaft zusammengetragen, umfasste Fossilien, eine nahezu lückenlose Sammlung aller Säugetiere und Vögel Deutschlands, eine Schmetterlings- und Insektensammlung und einen Lias-Saurier. Stettner, der die geologische Abteilung des Vereins leitete, trug zur geologisch-mineralogischen Abteilung des Museums den Hauptteil bei. Das Gebäude auf dem Friedhof wurde schnell zu eng, jedoch konnte das Museum erst 1935 andere Räumlichkeiten beziehen.
Zum 25-jährigen Jubiläum des Museums schrieb Stettner einen Zeitungsartikel, in dem er rühmend erwähnte, dass wohl kaum ein zweites Vereinsmuseum unter solchen Bedingungen so schnell eine derartige Sammlung zusammengestellt habe, und dass seit der Eröffnung 146 wissenschaftliche Vorträge gehalten worden seien. Zu diesem Zeitpunkt, 1941, hatte Stettner allerdings keine Funktion im Verein mehr und auch keinen Zugang zum Museum mehr. Nach einem Konflikt mit örtlichen NSDAP-Größen, insbesondere mit dem Leiter der Robert-Mayer-Oberschule Adolf Geiger, im Jahr 1935 hatte man ihn gezwungen, seine Ämter in Verein und Museum niederzulegen und seinen Wohnsitz aus Heilbronn wegzuverlegen. Das Museum wurde im Jahr des Kriegsbeginns auf unbestimmte Zeit geschlossen, der Verein 1940 aufgelöst. Beim Luftangriff auf Heilbronn am 4. Dezember 1944 wurde das Museum zerstört. Stettner, der schon unter den Auseinandersetzungen der vergangenen Jahre gesundheitlich gelitten hatte und unter anderem Gallenkoliken und einen Nervenzusammenbruch erlitten hatte, hatte noch versucht, die Sammlung durch Auslagerung zu retten; Oberbürgermeister Gültig und andere Zuständige hatten aber seinem Anliegen kein Gehör geschenkt. Die Zerstörung des Museums und der vergebliche Versuch, 1945 eine Entschädigung zu erhalten, trafen Stettner tief und trugen wohl zu einer Verschlechterung seines Gesundheitszustandes bei. 1946 starb er in Klingenberg.

## Triaspyramide in Heilbronn

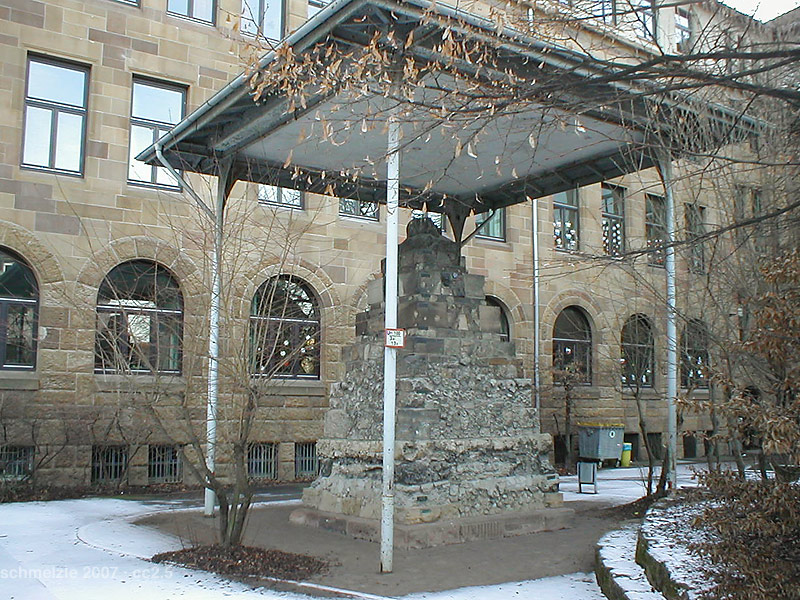
Triaspyramide im Hof der Heilbronner Dammschule, Zustand 2007

Auf dem Hof der Dammschule befindet sich eine 4,80 Meter hohe geologische Pyramide, die im Sommer 1912 zu pädagogischen Zwecken errichtet wurde. Diese Triaspyramide zeigt den Schichtenaufbau der Gesteine in der Gegend von Heilbronn. Die Pyramide war die vierte ihrer Art in Württemberg und wurde zum Zeitpunkt ihrer Errichtung als geeignet für den „modernsten Anschauungsunterricht“ angesehen. Sie kostete, den ehrenamtlichen Einsatz der Lehrkräfte und anderer Mitbürger nicht eingerechnet, 2600 Mark und war aus Stettners Bemühungen hervorgegangen, eine Gesteinssammlung zu ordnen, die das Lehrerseminar in Heilbronn vom damaligen Kriegsminister Theodor von Wundt erhalten hatte. 1915 verfasste Stettner eine Beschreibung der Pyramide.